# Libussa (Schiff, 1870)
Der Raddampfer Libussa wurde 1870 in der Schiffswerft Blasewitz gebaut. Das Schiff wurde mit der Baunummer 12 auf Kiel gelegt. 1910 erfolgte die Umbenennung in Braunschweig und 1924 in Fürst Bismarck.

## Die Zeit bis 1910
Nach seiner Indienststellung am 5. Juni 1870 fuhr der Glattdeckdampfer für die Sächsisch-Böhmische Dampfschiffahrts-Gesellschaft (SBDG). Im Jahr 1878 erhielt das Schiff einen neuen Kofferkessel der Prager Schiffs- und Maschinenbauanstalt Ruston & Co.
Im Jahr 1906 war das Schiff abgestellt, da ein Verkauf gemeinsam mit der Blasewitz und der Loschwitz an die Oberweser Dampfschiffahrt geplant war.
Am 11. Februar 1910 erfolgt der Verkauf des Schiffes an die Oberweser Dampfschiffahrt. Vor dem Verkauf wurde das Schiff auf der Laubegaster Werft überholt. Zwischen den Radkästen wurde ein Oberdeck eingebaut. Gleichzeitig erhielt das Schiff eine Dampfsteuermaschine, gebaut von der Dresdener Maschinenfabrik und Schiffswerft Uebigau AG, mit der Fabrik-Nr. 1317. Am 26. April 1910 trat das Schiff gemeinsam mit der in Übigau umgebauten Kaiser Wilhelm die Fahrt nach Hameln an. Die Überführung führte dabei zwischen Cuxhaven und Bremerhaven über die Nordsee.

## Die Zeit nach dem Verkauf

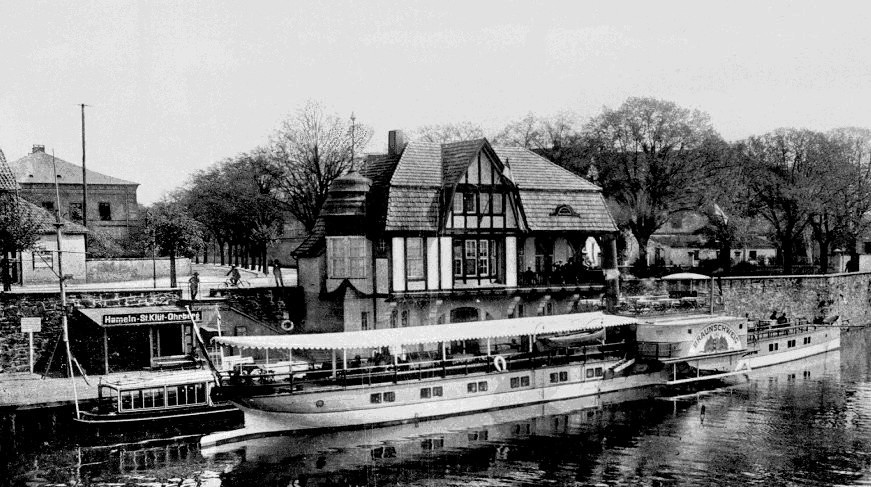
Raddampfer Braunschweig an der Anlegestelle in Hameln

Ab dem 3. Mai 1910 wurde das Schiff unter dem Namen Braunschweig auf der Oberweser in der Fahrgastschifffahrt eingesetzt. 1924 wurde das Schiff auf der Rolandwerft in Bremen umgebaut. Neben der Verlängerung um 8 m erhielt das Schiff jetzt Patent-Schaufelräder. Die vorhandene Maschinenanlage inklusive Dampfkessel wurde ausgebaut und verschrottet. Das Schiff erhielt die Dampfmaschine und den Dampfkessel der abgewrackten Fürst Bismarck. Nach dem Abschluss der Arbeiten ging das Schiff unter dem Namen Fürst Bismarck II wieder in Fahrt.

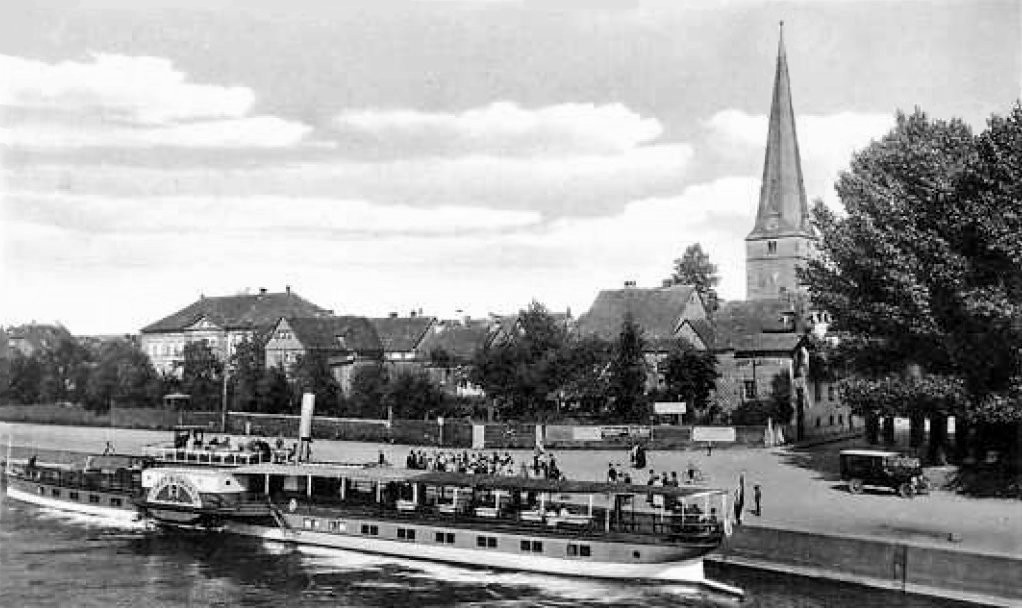
Raddampfer Fürst Bismarck II in Holzminden

Am Ende des Zweiten Weltkrieges war das Schiff zwar schwimmfähig, aber nicht einsatzfähig. Nach der Reparatur nahm es 1947 den Liniendienst wieder auf.
Der schlechte Zustand des Schiffes führte 1958 zur Stilllegung. Es wurde in Hameln aufgelegt. Eine geplante Modernisierung und ein Umbau auf Dieselantrieb wurden aus Kostengründen nicht durchgeführt. 1962 wurde das Schiff abgewrackt und die Dampfmaschine im Focke-Museum in Bremen ausgestellt. Später wurde sie dem Museum der Deutschen Binnenschifffahrt in Duisburg übergeben.

## Die Dampfmaschine
Die ursprüngliche Dampfmaschine sowie der Zwei-Flammrohr-Kofferkessel stammten aus der 1865 gebauten Raudnitz. Es handelte sich um eine oszillierende Niederdruck-Zweizylinder-Zwillings-Dampfmaschine der „Wilhelmshütte, Akt.-Ges. für Maschinenbau und Eisengießerei“ in Sprottau mit einer Leistung von 75 PS. 1924 wurden die Dampfmaschine und der Kessel der 1877 gebauten Fürst Bismarck eingebaut. Die Herkunft dieser Maschine ist nicht ganz klar; wahrscheinlich wurde sie 1877 von der „Sächsischen Dampfschiffs- und Maschinenbauanstalt“ gebaut. 1898 wurde die Maschine offensichtlich von der „Prager Maschinenbau-Aktiengesellschaft vorm. Ruston & Co.“ aufgearbeitet und 1902 in die Fürst Bismarck eingebaut. Es handelte sich um eine oszillierende Hochdruck-Zweizylinder-Verbund-Dampfmaschine mit einer Leistung von 125 PS.

## Kapitäne des Schiffes
- Ferdinand Hübner 1871–1876
- Wenzel Franz Rosche 1877–1879
- Wilhelm Hübel 1880
- Carl August Helm 1881–1887
- Carl Hermann Hönel 1888
- Gottlieb August Forkert 1889–1891
- Benjamin Beckel 1892
- Carl Hermann Hönel 1893
- Benjamin Beckel 1894
- Wenzel Stolz 1895–1897
- Josef Hübel 1898–1900
- Gustav Eduard Fischer 1901–1902
- Carl Otto Viehrig 1903–1904
- unbekannt 1905
- Wilhelm Wirsam 1906–1909